# فولتا كاتالونيا 2003
فولتا كاتالونيا 2003 (بالإسبانية: Volta a Cataluña 2003)‏ هو سباق دراجات هوائية، وهو الموسم رقم 83 من السباق، وأقيم خلال الفترة 16 يونيو 2003، وحتى 22 يونيو 2003، وامتدّ لمسافة 887.9 كيلومتر.
فاز فيه بالمركز الأول  José Antonio Pecharromán ‏، وبالمركز الثاني  روبيرتو إيراس، وبالمركز الثالث  كولدو جيل.

## الفائزون
| الترتيب | الفائز                    |
| ------- | ------------------------- |
| الفائز  | José Antonio Pecharromán ‏ |
| الثاني  | روبيرتو إيراس             |
| الثالث  | كولدو جيل                 |